# باث (كارولاينا الشمالية)
باث (بالإنجليزية: Bath town, North Carolina)‏ هي بلدة تقع بولاية كارولاينا الشمالية في الولايات المتحدة. تبلغ مساحتها 2.37 كم2، وترتفع عن سطح البحر 4 م، بلغ عدد سكانها 249 نسمة في عام 2010 حسب إحصاء مكتب تعداد الولايات المتحدة وتصل الكثافة السكانية فيها 105.1 نسمة لكل كيلومتر مربع (272.2/ميل2).

## التركيبة السكانية
حدّد مكتب تعداد الولايات المتحدة بيانات التركيبة السكانية لباث في تعداد الولايات المتحدة. في ما يلي، التركيبة السكانية حسب تعدادي 2000 و2010.

### تعداد عام 2000
بلغ عدد سكان باث 275 نسمة بحسب تعداد عام 2000، وبلغ عدد الأسر 122 أسرة وعدد العائلات 86 عائلة مقيمة في البلدة. في حين سجلت الكثافة السكانية 116 نسمة لكل كيلومتر مربع (300.4/ميل2). وبلغ عدد الوحدات السكنية 150 وحدة بمتوسط كثافة قدره 63.3 لكل كيلومتر مربع (163.9/ميل2).
وتوزع التركيب العرقي للبلدة بنسبة 95.64% من البيض و2.91% من الأمريكيين الأفارقة و1.09% من الأمريكيين الأصليين و0.36% من الأعراق الأخرى و1.82% من الهسبانيون أو اللاتينيون من أي عرق.
بلغ عدد الأسر 122 أسرة كانت نسبة 22.1% منها لديها أطفال تحت سن الثامنة عشر تعيش معهم، وبلغت نسبة الأزواج القاطنين مع بعضهم البعض 62.3% من أصل المجموع الكلي للأسر، ونسبة 5.7% من الأسر كان لديها معيلات من الإناث دون وجود شريك، بينما كانت نسبة 2.5% من الأسر لديها معيلون من الذكور دون وجود شريكة وكانت نسبة 29.5% من غير العائلات. تألفت نسبة 27% من أصل جميع الأسر من عدة أفراد يعيشون في نفس المنزل ونسبة 18.9% كانت تتألف من شخص يعيش بمفرده يبلغ من العمر 65 عاماً أو أكثر. وبلغ متوسط حجم الأسرة المعيشية 2.25، أما متوسط حجم العائلات فبلغ 2.73.
بلغ العمر الوسطي للسكان 48.8 عاماً. وكانت نسبة 19.6% من القاطنين تحت سن الثامنة عشر، وكانت نسبة 3.3% بين الثامنة عشر والرابعة والعشرين عاماً، ونسبة 21.1% كانت واقعةً في الفئة العمرية ما بين الخامسة والعشرين والرابعة والأربعين عاماً، ونسبة 32% كانت ما بين الخامسة والأربعين والرابعة والستين، ونسبة 24% كانت ضمن فئة الخامسة والستين عاماً فما فوق. يوجد لكل 100 أنثى 92.3 ذكر، ويوجد لكل 100 أنثى في الثامنة عشر من عمرها فما فوق 88.9 ذكر.
بلغ متوسط دخل الأسرة في البلدة 50,625 دولارًا، أما متوسط دخل العائلة فبلغ 58,125 دولارًا. وكان متوسط دخل الذكور 45,625 دولارًا مقابل 23,958 دولارًا للإناث. وسجل دخل الفرد الخاص بالبلدة 23,029 دولارًا. وكانت نسبة 8% من العائلات ونسبة 8.2% من السكان تحت خط الفقر، وكان من هؤلاء نسبة 13.8% تحت سن الثامنة عشر ونسبة 11.3% في الخامسة والستين من العمر وما فوق.

### تعداد عام 2010
بلغ عدد سكان باث 249 نسمة بحسب تعداد عام 2010، وبلغ عدد الأسر 125 أسرة وعدد العائلات 78 عائلة مقيمة في البلدة. في حين سجلت الكثافة السكانية 105.1 نسمة لكل كيلومتر مربع (272.2/ميل2). وبلغ عدد الوحدات السكنية 176 وحدة بمتوسط كثافة قدره 74.3 لكل كيلومتر مربع (192.4/ميل2).
وتوزع التركيب العرقي للبلدة بنسبة 97.59% من البيض و0.80% من الأمريكيين الأفارقة و1.61% من عرقين مختلطين أو أكثر و1.20% من الهسبانيون أو اللاتينيون من أي عرق.
بلغ عدد الأسر 125 أسرة كانت نسبة 10.4% منها لديها أطفال تحت سن الثامنة عشر تعيش معهم، وبلغت نسبة الأزواج القاطنين مع بعضهم البعض 56.8% من أصل المجموع الكلي للأسر، ونسبة 4.8% من الأسر كان لديها معيلات من الإناث دون وجود شريك، بينما كانت نسبة 0.8% من الأسر لديها معيلون من الذكور دون وجود شريكة وكانت نسبة 37.6% من غير العائلات. تألفت نسبة 33.6% من أصل جميع الأسر من عدة أفراد يعيشون في نفس المنزل ونسبة 21.6% كانت تتألف من شخص يعيش بمفرده يبلغ من العمر 65 عاماً أو أكثر. وبلغ متوسط حجم الأسرة المعيشية 1.99، أما متوسط حجم العائلات فبلغ 2.53.
بلغ العمر الوسطي للسكان 56.8 عاماً. وكانت نسبة 9.2% من القاطنين تحت سن الثامنة عشر، وكانت نسبة 6.8% بين الثامنة عشر والرابعة والعشرين عاماً، ونسبة 10% كانت واقعةً في الفئة العمرية ما بين الخامسة والعشرين والرابعة والأربعين عاماً، ونسبة 43.4% كانت ما بين الخامسة والأربعين والرابعة والستين، ونسبة 30.5% كانت ضمن فئة الخامسة والستين عاماً فما فوق. وتوزع التركيب الجنسي للسكان بنسبة 46.6% ذكور و53.4% إناث.

## وصلات خارجية
- الموقع الرسمي